# Брат Роже
Роже Луи Шюц-Марсош (фр. Roger Louis Schütz-Marsauche, известный как Брат Роже, фр. Frère Roger; 12 мая 1915, Прованс, кантон Во, Швейцария — 16 августа 2005, Тэзе, Сона и Луара, Бургундия) — франко-швейцарский христианский лидер и монах, основатель и первый глава экуменической общины Тэзе в Бургундии, Франция.

## Биография
Родился 12 мая 1915 года и был девятым и самым младшим ребёнком в семье протестантского пастора Карла Ульриха Шюца из Бакса (Швейцария), и его жены, Амели-Генриетты Марсош, гугенотки из Бургундии (Франция). Шютц вспоминал об отце как о «мистике в сердце», который молился по утрам в храме  и однажды мальчик даже видел, как отец молился в католической церкви. Мать его была француженкой и приняла католичество сознательно, не в укор мужу-пастору, а чтобы свидетельствовать об отсутствии разделения между католиками и протестантами. Когда Роже пошёл в среднюю школу в соседнем городке, родители предпочли снять ему комнату в католической семье — потому что эта семья нуждалась в деньгах больше, чем протестантская. Бабушка Роже по матери (француженка) тоже была женой лютеранского пастора, но часто ходила на мессу и «даже причащалась» у католиков. Во время Первой мировой войны она жила на севере Франции, прятала у себя беженцев.
С 1937 по 1940 год изучал кальвинизм в Страсбурге и Лозанне, где он был лидером швейцарского студенческого христианского движения, частью Всемирной студенческой христианской федерации. Несколько лет страдал туберкулёзом, и за долгий период выздоровления он ясно различил в себе призыв создать общину.
В начале Второй мировой войны чувствовал призвание служить тем, кто страдает от конфликта, как поступала его бабушка по материнской линии во время Первой мировой войны. Роже очень сочувствовал разгромленным французам и писал: «Если бы там можно было приобрести дом, о котором мы мечтаем, это могло бы оказаться путём для помощи самым отчаявшимся, лишённым места в жизни; это могло бы быть и место для молчания и молитвы». В августе 1940 года он сумел недорого купить заброшенный уже много лет дом с пристройками в деревне Тэзе, недалеко от Макона, о 390 км на юго-восток от Парижа. Как раз тогда виноградники были уничтожены филлоксерой и цена на недвижимость резко упала. Тезе была расположена на неоккупированной на тот момент части Франции, недалеко от демаркационной линии. Там в течение двух лет он и его сестра, Женевьева, прятали беженцев, в том числе еврейских.
Осенью 1942 года офицер предупредил Роже и Женевьеву, что их обнаружили, и все должны немедленно уехать в более спокойное место. До конца войны Роже жил в Женеве и именно там начал общинную жизнь вместе с первыми братьями.
В 1944 году они вернулись в Тэзе, чтобы основать сообщество, сначала небольшую квази-монашескую мужскую общину, открытую для всех христиан, члены которой стремились жить в бедности и послушании.
Во время долгих размышлений в молчании зимой 1952—1953 основатель общины написал Устав Тэзе, сформулировав для своих братьев «то основное, что делает возможной жизнь в общине».
С конца 1950-х годов Тэзе сделалось местом массового паломничества. Там проводились в еженедельные семинары, молитвы и размышления. Кроме того, братья Тэзе делают визиты и проводят встречи, большие и маленькие, в Африке, Северной и Южной Америки, Азии, и в Европе, в рамках «паломничества доверия на земле».
В 1988 году был награждён Премией ЮНЕСКО за воспитание в духе мира и написал много книг по молитвы и размышления, с просьбой к молодым людям быть уверенными в Боге и быть членами их местных церковных общин и человечества. Он также писал книги о христианскую духовность и молитвы, некоторые вместе с Мать Терезой.
Глава общины брат Роже всегда вёл себя сдержанно, редко давая интервью и отказываясь создать любой «культ» вокруг себя. Ещё до своей смерти брат Роже в силу преклонного возраста и слабого здоровья передал свои функции общине. Он страдал от усталости и часто пользовался инвалидной коляской.

## Экуменические идеалы

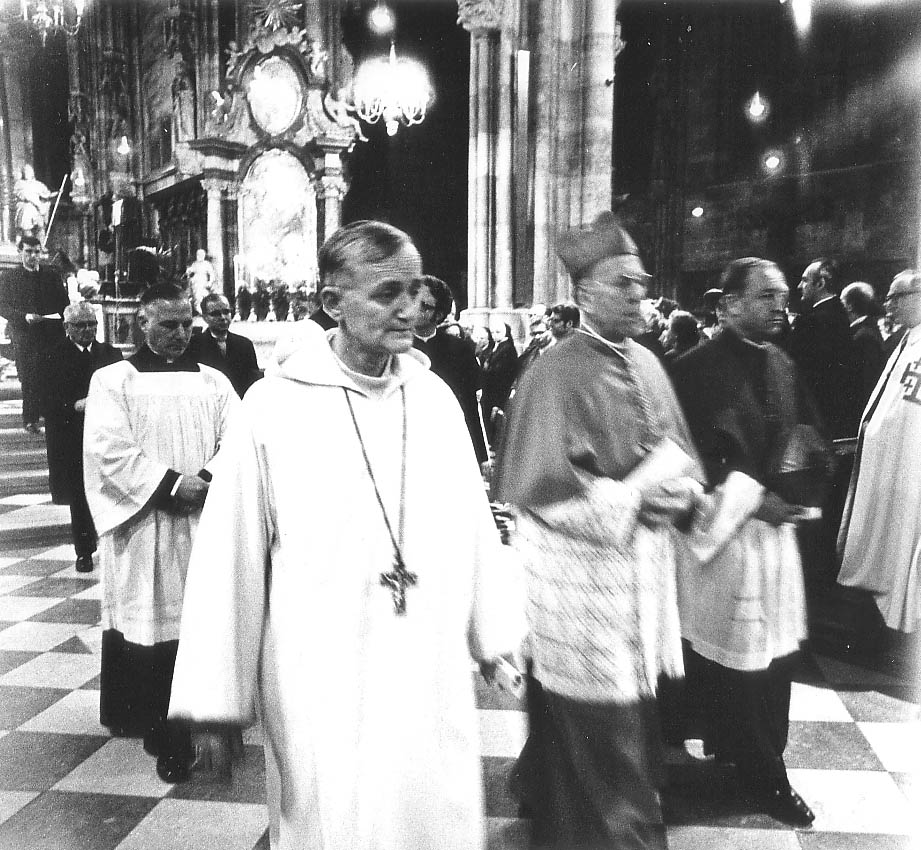
Брат Роже с католическим и протестантским клиром, ведёт экуменическую службу в Соборе святого Стефана в Вене, ок. 1975

Всю свою жизнь брат Роже посвятил примирению различных христианских церквей. Он особо обращался к христианской молодёжи. Часть его подхода, возможно, была его неприязнь к формальной проповеди, в то время он поощрял к духовным поискам как общим усилиям.[прояснить] Во время собрания Тезе в Париже в 1995 году он говорил с более чем 100 000 молодых людей, которые сидели на полу выставочного зала. «Мы пришли сюда, чтобы искать или пойти на поиск через молчание и молитву, чтобы войти в контакт с нашей внутренней жизнью. Христос всегда говорил, Не волнуйтесь, дать себе»
С протестантской точки зрения брат Роже сделал беспрецедентный шаг со времён Реформации: введение постепенно полного общения с католической верой Церкви без «преобразования», что означало разрыв с его истоками. В 1980 году, во время Европейской конференции в Риме, он сказал, в Базилике Святого Петра в присутствии Папы Римского Иоанна Павла II: «Я нашёл мою собственную идентичность как христианина, примиряя в себе веру в моё происхождение с тайной католической веры, не нарушая общения с кем-либо»
Брат Роже получал католическое Таинство Евхаристии во время католической мессы, которая служилась каждое утро в монастыре. Также он получил причастие из рук папы римского Иоанна Павла II и папы Бенедикта XVI, что, казалось бы, противоречит каноническому праву администрирования причастия тех, кто не в полном общении с римско-католической церковью. По словам кардинала Вальтера Каспера, это было достигнуто путём молчаливого взаимопонимания между братом Роже и католической церковью, «что пересекает определенную исповедь и канонические препятствия» из-за того, что брат Роже называет постепенным обогащением его веры, основ Католической церкви, в том числе «служение единства, осуществляемого епископами Рима».

## Смерть и похороны

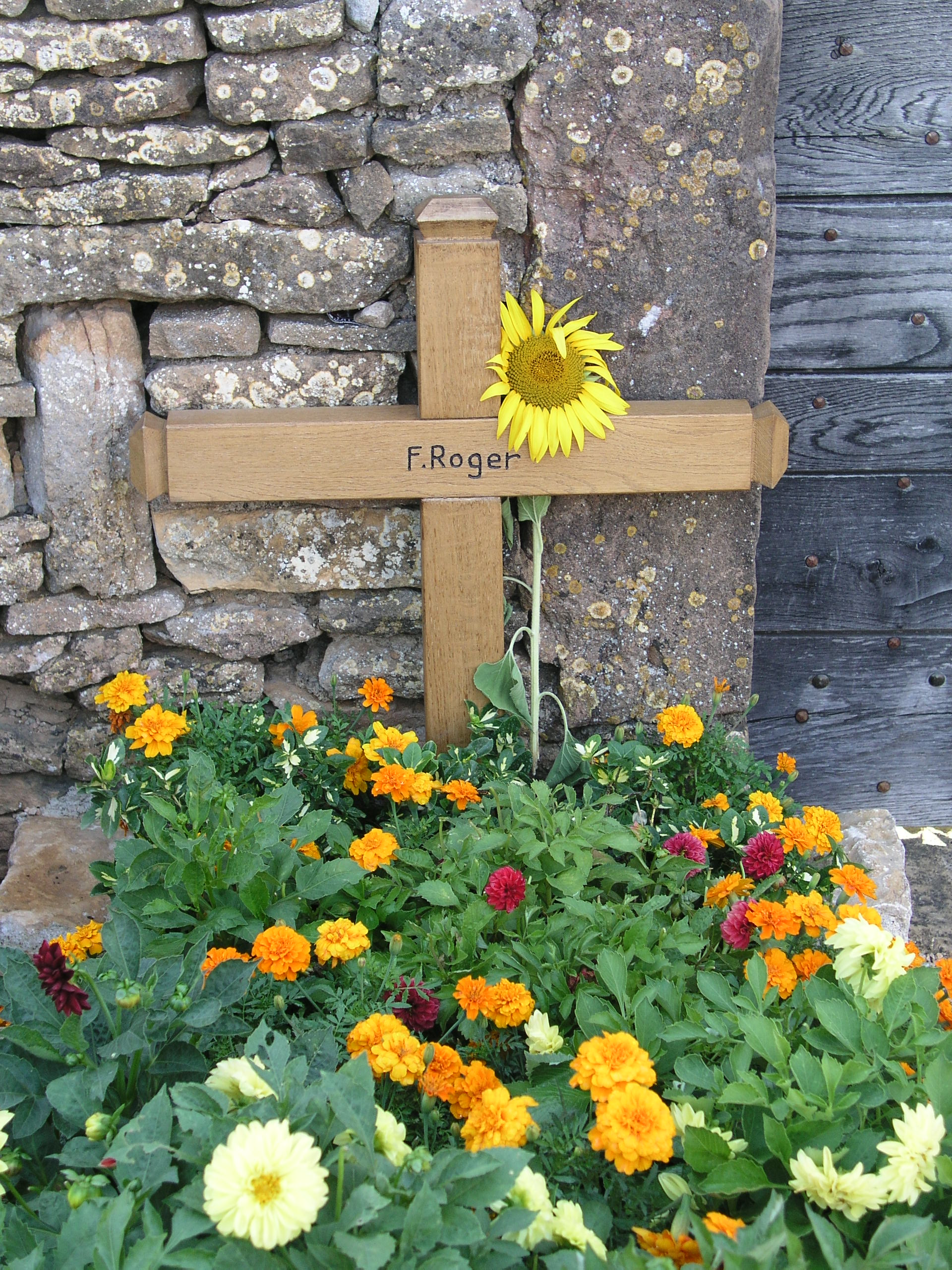
Могила брата Роже

16 августа 2005 года во время вечерного молебна в Тезе Брат Роже был зарезан молодой румынкой по имени Луминица Руксандра Солкан, которая впоследствии была признана психически больной. Он был ранен несколько раз, и, хотя один из братьев нёс его от церкви, он вскоре умер. Нападающая была немедленно задержана прихожанами и помещена под стражу.
Похороны состоялись 23 августа 2005 года. Их посетили Президент Германии Хорст Кёлер и министр внутренних дел Франции Николя Саркози. Сообщество и друзья брата Роже приняли участие в литургии в огромном монастырском храме в Тэзе, в то время как тысячи смотрели его на огромном экране в полях за пределами церкви. Простой деревянный гроб брата Роже, деревянная икона, которая лежала на ней, была отнесена к церкви членами сообщества.
Похороны этого протестантского монаха возглавил католический кардинал Вальтер Каспер, глава Папского Совета по содействию единству христиан, который отслужил мессу в сослужении с четырьмя священниками-братьями Тэзе. В своей проповеди он сказал, «Да, весна экуменизма расцвела на холме Тэзе». Ссылаясь на озабоченность брата Роже социальной справедливостью, кардинал Каспер сказал, что «Каждая форма несправедливости или пренебрежения очень огорчала его». Преемник брата Роже, Брат Алоис Лёзер, молился о прощении: «С Христом на кресте, мы говорим вам, Отче, прости ей, потому что она не знает, что она сделала».

## Публикации
книги
- Introduction à la vie communautaire (1944)
- Vivre l’aujourd’hui de Dieu (1959)
- L’unité espérance de vie (1962)
- Dynamique du provisoire (1965) ISBN 2020045699
- Unanimité dans le pluralisme (1966)
- Violence des pacifiques (1968)
- Ta fête soit sans fin (1971)
- Lutte et contemplation (1973)
- Vivre l’inespéré (1974)
- Étonnement d’un amour (1979) ISBN 2-85040-142-0
- Fleurissent les déserts du cœur (1982) ISBN 2-85040-006-8
- Passion d’une attente (1985) ISBN 2-02-008948-3
- Son amour est un feu (1988) ISBN 2-85040-083-1, ISBN 2-85040-093-9
- Amour de tout amour (1990) ISBN 2-85040-107-2
- En tout la paix du cœur (1998) ISBN 2-259-18389-1
- Les Sources de Taizé (2001) ISBN 2-85040-187-0
- Dieu ne peut qu’aimer (2001) ISBN 2-85040-194-3
- Pressens-tu un bonheur ? (2005) ISBN 2-85040-227-3
- Choisir d’aimer — Frère Roger de Taizé 1915—2005 (2006) ISBN 2-85040-231-1.

Участие
- Taizé comme à une source…, Vladimir Sichov, (1989) ISBN 2-227-36041-0 (les textes sont de lui)
- Marie, mère des réconciliations (1987), Mère Teresa de Calcutta et Frère Roger de Taizé, ISBN 2-227-34044-4
- La prière, fraîcheur d’une source (1998), Mère Teresa de Calcutta et Frère Roger de Taizé, ISBN 2-227-43670-0, ISBN 2-227-47308-8
- Mère Teresa : Une vie où la charité demeure, Christian Feldmann, (2002), ISBN 2-88011-285-0 (автор предисловия)